# 陆灏 (1920年)
陆灏（1920年—2003年9月3日），原名许彬章，笔名洛灏。江苏无锡人。中国共产党党员，中华人民共和国报人。

## 个人经历
1938年加入中国共产党，同年入延安陕北公学学习。曾任《晋察冀日报》特派记者、编辑。
1948年后，历任《人民日报》记者、驻苏联记者和驻武汉、辽宁记者站负责人，复旦大学新闻系写作教研室主任。
1958年10月，奉调担任上海《文汇报》副总编辑，分管新闻采访和学术理论报导。
陆灏在《晋察冀日报》作记者时，邓拓是该报主编，张春桥是理论部主任。1949年进北京后，陆灏是《人民日报》记者中的“四大金刚”之一，一直与邓拓保持交往，与张春桥则无往来。在《文汇报》任副总编辑、协助陈虞孙执行毛泽东部署的批判新编历史剧《海瑞罢官》任务之后，又听到《五一六通知》，陈对陆说：回顾前几年的工作，我们要吃不了兜着走；陆说：这也不专指我们的报纸，全包括进去了，天塌砸众人，看看怎样发展再说吧。陆灏本以为“没有功劳也有苦劳”，结果也以“黑帮分子”、“《文汇报》的‘三家村’（陈虞孙、陆灏、全一毛）”而被打倒。邓拓之死给他带来很大的刺激，他不无愤慨地说：想不到在批判《海瑞罢官》中，我们成了人家的帮凶。